# Dolní Hradiště
Dolní Hradiště là một làng thuộc huyện Plzeň-Bắc (huyện), vùng Plzeňský, Cộng hòa Séc.